# Deutsch Evern
Deutsch Evern est une commune allemande de l'arrondissement de Lunebourg, Land de Basse-Saxe.

## Géographie
Deutsch Evern se situe entre la lande de Lunebourg et le parc naturel d'Elbhöhen-Wendland, sur l'Ilmenau.
|         | Lunebourg     |                |
| Melbeck | Deutsch Evern | Wendisch Evern |
|         | Bienenbüttel  |                |

Le territoire de la commune est traversé par la Bundesstraße 209 entre Lunebourg et Amelinghausen, et par la Bundesstraße 4.

## Histoire
Le nom de la commune date de la colonisation germanique de l'Europe orientale, en opposition à Wendisch Evern d'origine slave.
Au début du XXe siècle, l'archéologue Michael Martin Lienau trouve une série de silex semble-t-il Ahrensbourgiens. On trouve aussi un tumulus richement dotée datant de l'Âge de bronze pour une femme qu'on surnomme la "Dame de Deutsch Evern".
La première mention du village de Deutsch Evern date de 1148 quand il est rattaché à l'évêché de Verden.

## Source de la traduction
- (de) Cet article est partiellement ou en totalité issu de l’article de Wikipédia en allemand intitulé « Deutsch Evern » (voir la liste des auteurs).